# Hans Polko
Hans Polko (Enter, 5 oktober 1949) is een voormalig Nederlands voetballer. Hij was in de jaren zeventig de spits van onder meer De Graafschap en Heracles. Ook speelde hij in West-Duitsland en in België bij Sporting Club Menen. 
Polko werd later trainer bij de amateurs en trainde onder meer La Premiere, Enter, vv. Bornerbroek en WVV'34 in Hengevelde.